# Dziewczyna i chłopak (serial telewizyjny)
Dziewczyna i chłopak – polski serial telewizyjny w reżyserii Stanisława Lotha z roku 1977, luźna adaptacja filmowa książki Dziewczyna i chłopak, czyli heca na 14 fajerek Hanny Ożogowskiej.
W Warszawie mieszka dwójka bliźniaczo podobnego do siebie rodzeństwa: Tomek i Tosia (w ich role wcieliło się rodzeństwo, nie bliźniacze Anna Sieniawska i rok starszy Wojciech Sieniawski). Przed wyjazdem na wakacje, w tajemnicy przed rodzicami rodzeństwo zamienia się rolami. Tomek jako Tosia trafia do ciotki na wieś, podczas gdy Tosia jako Tomek udaje się do leśniczówki będącej we władaniu ich krewnego. Damsko-męskie qui pro quo prowadzi do rozlicznych, często komicznych, epizodów.
W serialu ponadto wystąpili m.in.: Stanisław Mikulski, Barbara Sołtysik, Michał Sumiński, Teresa Lipowska, Anna Milewska, Bogusz Bilewski i Tadeusz Pluciński.
W postprodukcji głos Anny Sieniawskiej został zastąpiony głosem innej dziewczynki, brzmiącym bardziej dorosło.

## Spis odcinków
1. Poprawka
2. Tosiek i Tomka
3. Szef i inni
4. Dochodzenie
5. Oliwa do ognia
6. Tomek i Tosia

## Obsada aktorska
- Anna Sieniawska − Tosia Jastrzębska
- Wojciech Sieniawski − Tomek Jastrzębski
- Tomasz Jarosiński – Jakub, syn cioci Ireny
- Stanisław Mikulski − Piotr Jastrzębski, ojciec Tosi i Tomka
- Barbara Sołtysik − Barbara Jastrzębska, matka Tosi i Tomka
- Teresa Lipowska − ciocia Ola
- Michał Sumiński − wuj Stefan
- Zygmunt Maciejewski – nadleśniczy.
- Dariusz Biskupski − Jurek
- Maciej Rodowicz – Czesiek
- Tomasz Karwatka – Łukasz
- Bartłomiej Łopiński – Paweł
- Piotr Wanat
- Izabela Wołowska – Agnieszka
- Jacek Janaszkiewicz
- Krzysztof Dzięcioł
- Anna Loth
- Jan Popończyk
- Jerzy Łukaszewicz – operator filmu "Dziewczyna i chłopak"; rola dubbingowana przez Olgierda Łukaszewicza
- Edward Lach – kierownik pływalni
- Igor Chalupec
- Witold Dębowski
- Jacek Tomborski
- Bohdan Krzywicki – Jerzy, współpracownik Piotra Jastrzębskiego
- Piotr Pogorzelski – bliźniak
- Roman Pogorzelski – bliźniak
- Izabela Zaremba
- Anna Jaeger
- Barbara Rachwalska – Marusiowa, sąsiadka Jastrzębskich
- Grzegorz Studziński − Heniek
- Anna Milewska − ciocia Irena
- Elżbieta Dąbrowska − Ela
- Marian Glinka  – ratownik
- Bogusz Bilewski – kłusownik Wilczak
- Leonard Andrzejewski – gajowy
- Maria Kleydysz-Krogulska, sąsiadka Jastrzębskich
- Marian Łącz – gajowy
- Jerzy Turek – gajowy
- Tadeusz Pluciński – komendant straży pożarnej
- Zdzisław Szymański – woźnica Józef
- Juliusz Lisowski – listonosz
- Jadwiga Kuryluk – szatniarka
- Andrzej Wasilewicz – trener Tomka

## Wersja filmowa
W roku 1980 z materiałów serialu powstała wersja kinowa pod tym samym tytułem. Dokręcono jedynie epilog, gdzie bardzo wyraźnie już dojrzewające bliźniaki obiecują sobie, że następnym razem pojadą już we własnych rolach. Film wyprodukował Zespół Filmowy Perspektywa.

## Emisje za granicą
Serial został zdubbingowany na język francuski i jako Jumeau jumelle był emitowany przez kanadyjską telewizję Radio Canada i francuską FR3 w latach 80. Tomek i Tosia w tej wersji językowej nosili imiona Thomas i Natascha.